# Czyrogmatwica sosnowa

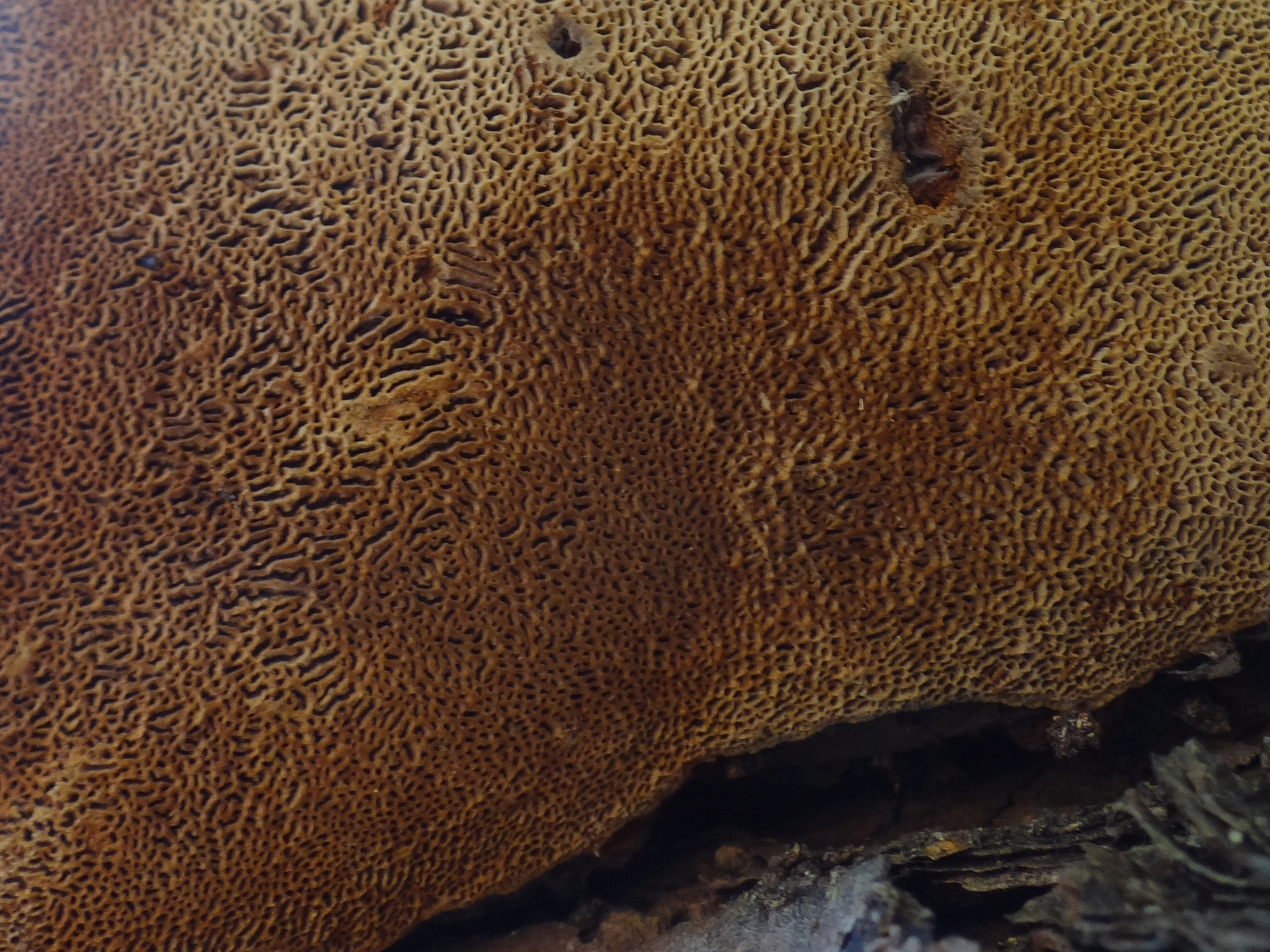
Hymenofor

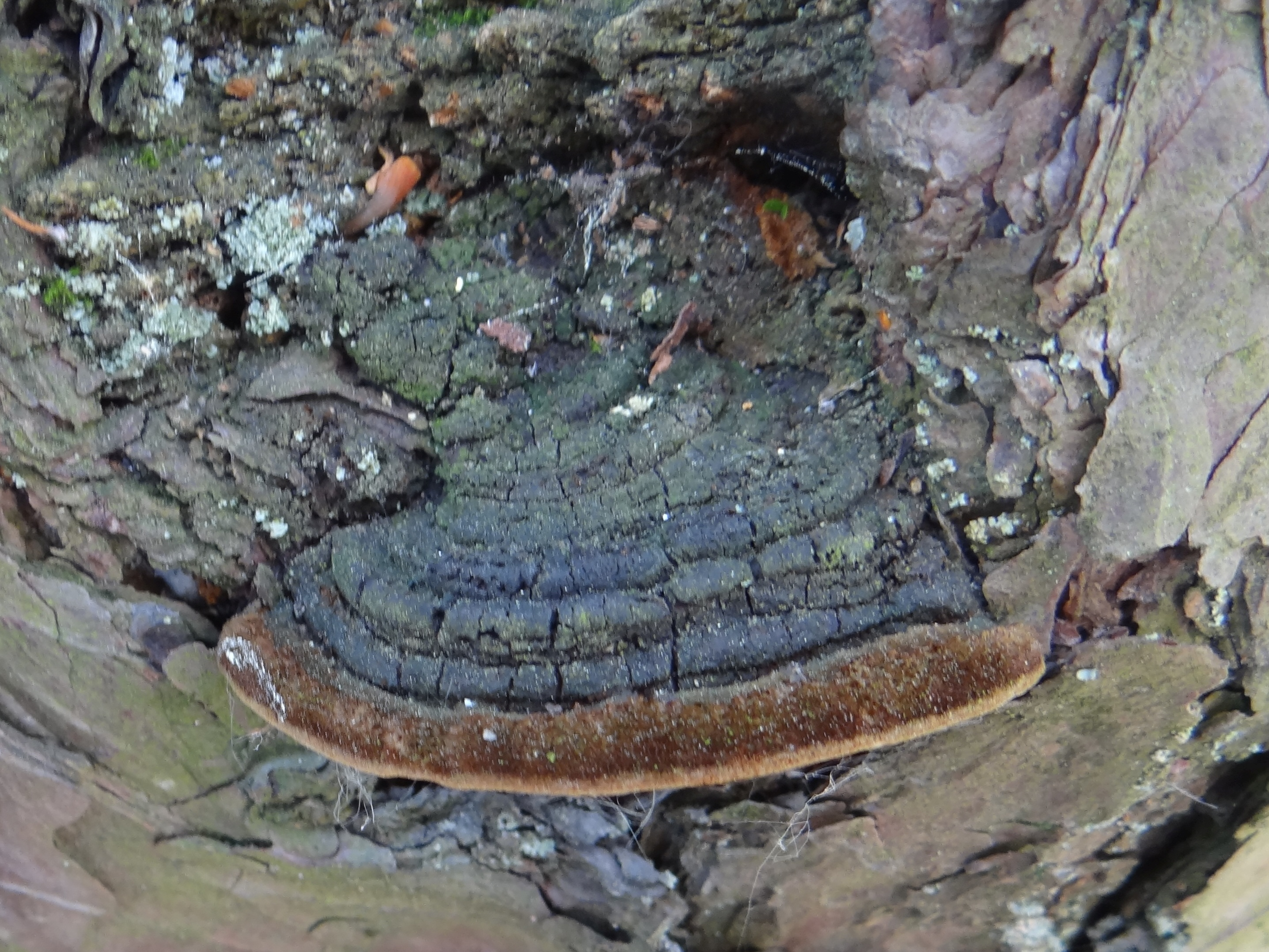
Górna powierzchnia

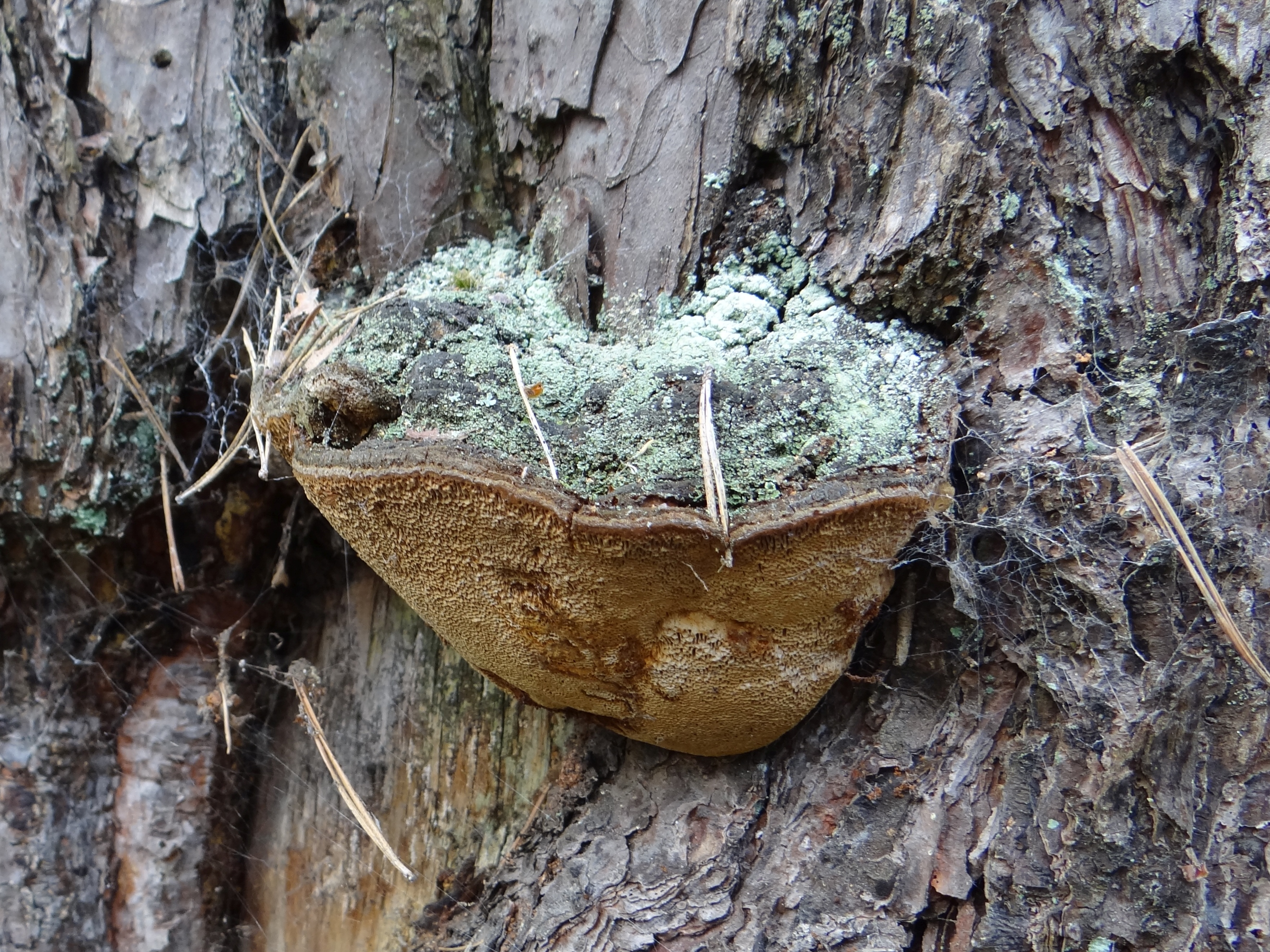
Górna powierzchnia często porasta glonami

Czyrogmatwica sosnowa, czyreń sosnowy (Porodaedalea pini (Brot.) Murrill) – gatunek grzybów z rodziny szczeciniakowatych (Hymenochaetaceae).

## Systematyka i nazewnictwo
Pozycja w klasyfikacji według Index Fungorum: Porodaedalea, Hymenochaetaceae, Hymenochaetales, Incertae sedis, Agaricomycetes, Agaricomycotina, Basidiomycota, Fungi.
Po raz pierwszy takson ten zdiagnozował w 1804 r. Felix de Avellar Brotero nadając mu nazwę Boletus pini. Później przez różnych mykologów klasyfikowany był w randze formy, odmiany, podgatunku lub gatunku w różnych rodzajach. Obecną, uznaną przez Index Fungorum, nazwę nadał mu w 1905 r. William Alphonso Murrill.
Ma około 30 synonimów. Niektóre z nich:

- Cryptoderma pini (Brot.) Imazeki 1943
- Daedalea pini (Brot.) Fr. 1821
- Fomes pini (Thore) P. Karst. 1882
- Inonotus pini (Brot.) Teixeira 1992
- Ochroporus pini (Brot.) J. Schröt. 1888
- Phellinus microporus (Pilát) Parmasto & I. Parmasto 1979
- Phellinus pini (Brot.) Pilát 1941
- Polyporus pini (Brot.) Pers. 1825
- Trametes pini (Brot.) Fr. 1838
- Xanthochrous pini (Brot.) Pat. 1897

Nazwę polską „czyreń sosnowy” nadał Stanisław Domański w 1967 r. W polskim piśmiennictwie mykologicznym gatunek ten opisywany był też jako wrośniak sosnowy lub huba sosnowa. Polską nazwę „czyrogmatwica sosnowa” uwzględniającą odrębność od rodzaju czyreń w 2015 r. zaproponowała grupa mykologów w publikacji Karasińskiego i in., a jej używanie Komisja ds. Polskiego Nazewnictwa Grzybów Polskiego Towarzystwa Mykologicznego zarekomendowała w 2021 r.

## Morfologia
Owocnik
Wieloletni, typu huba. Wyrasta pojedynczo, lub po kilka owocników, które zwykle zrastają się z sobą. Do podłoża przyrasta bokiem. Początkowo ma kształt konsolowaty lub półkolisty, potem kopytkowaty, a na poprzecznym przekroju zazwyczaj trójkątny. Osiąga szerokość do 20 cm i wysokość do 8 cm. Powierzchnia koncentrycznie strefowana, pokryta gruzełkami i bruzdami, dość często promieniście, głęboko spękana. Barwa początkowo brązowa, lub zielonobrązowa, potem niemal czarna. Czasami porośnięty jest glonami i wówczas powierzchnia ma barwę seledynowozieloną. Brzeg zazwyczaj ostry i równy, u młodych okazów o barwie kasztanowej. Na szerokości około 0,5–1 mm jest płonny. Posiada płowe włoski, u starszych owocników odpadające.
Hymenofor
Rurkowaty, u młodych osobników szarożółtawy lub żółtooliwkowy, u starszych rdzawy. Rurki mają długość 3–10 mm i może w owocniku występować kilka ich warstw przedzielonych miąższem. Posiadają nieregularne owalne, kanciaste, wydłużone lub nieco labiryntowate pory o długości zazwyczaj 0,2 do 0,7 mm, ale czasami do 3 mm. Ostrza porów całe, u młodych okazów omszone. Wydziela silny, grzybowy zapach.
Miąższ
Jednorodny, o konsystencji korkowatodrewnowatej i bardzo twardy. Ma grubość 5–15 mm i barwę od rdzawocynamonowej do kasztanowej.
Cechy mikroskopowe
System strzępkowy dimityczny, Strzępki kontekstu rzadko rozgałęziające się, z prostymi przegrodami. Strzępki szkieletowe w KOH barwią się na brązowo, są grubościenne, o średnicy 3,5–7,5 um. Strzępki generatywne hialinowe, cienkościenne, o średnicy 2–4 μm. Strzępki w tramie podobne. Szczecinki liczne, grubościenne, o rozmiarach 40–60 × 11–15 μm. Podstawki szeroko maczugowate, 4-sterygmowe, o rozmiarach 15–18 × 5–6 μm. W nasadzie posiadają prostą przegrodę. Bazydiospory jajowate, hialinowe, w starszych hymenoforach lekko żółtawe, gładkie, nieamyloidalne. Mają rozmiar 4,5–6 (7) x 3,5–5 μm.
Gatunki podobne
Podobne owocniki tworzy czyreń świerkowy (Phellinus chrysoloma), ale nie występuje on na sośnie, lecz na świerku, jodle i modrzewiu.

## Występowanie i siedlisko
Na półkuli północnej jest szeroko rozprzestrzeniony. W Polsce jest dość częsty. W piśmiennictwie naukowym podano liczne jego stanowiska.
Rozwija się na żywych drzewach, głównie na sośnie zwyczajnej, rzadziej na sośnie czarnej. W polskim piśmiennictwie podano jego występowanie także na następujących gatunkach drzew uprawianych: cyprysik Lawsona, sosna Banksa, daglezja sina, żywotnik zachodni i choina zachodnia.
Owocniki wyrastają zazwyczaj dość wysoko na pniu drzew, głównie starszych. Najczęściej spotykane są w starych parkach lub starych drzewostanach.

## Znaczenie
Pasożyt wywołujący u porażonych drzew zgniliznę pstrą. W leśnictwie wywołuje jedną z najgroźniejszych chorób drewna, powodującą duże straty gospodarcze. Czym starsze drzewo, tym bardziej podatne na zakażenie. W 100-letnim drzewostanie liczba zakażonych pni może wynosić 15–35%, w 160-letnim nawet 100%. Wraz z wiekiem drzewa zwiększa się także zasięg zgnilizny.
Czynnikiem infekującym drzewa są wyłącznie bazydiospory. Roznosi je wiatr. Zakażenie drzew następuje tylko przez rany, np. po odłamanych gałęziach oraz przez różnego rodzaju skaleczenia pnia. Czas od zainfekowania nimi do pojawienia się owocników grzyba może wynieść od 4 do 20 lat.
Na przekroju poprzecznym pnia porażonego drzewa zgnilizna ma postać koła, pierścieni lub półksiężyców. Porażone partie mogą być przedzielone zdrowym drewnem. Początkowo zgnilizna ma barwę bladoróżową, potem czerwoną, w końcu blado kakaową. Wzdłuż pierścieni zgnilizny występują także spękania w kierunku promieniowym oraz jamki wypełnione białą celulozą. W końcowym etapie zgnilizny drewno ulega sproszkowaniu. Zasięg zgnilizny wynosi do 4 m ponad najwyżej położonym owocnikiem i do 3 m w dół, poniżej najniższego owocnika. Zgnilizna czasami występuje jeszcze przed pojawieniem się owocników, wskazują na nią dziuple wykute przez dzięcioły.
Ochrona przed tym groźnym patogenem drzewostanów gospodarczych polega na:
- usuwaniu starych drzew,
- podkrzesywaniu wybranych 25, 35-letnich, dorodnych drzew,
- usuwaniu drzew porażonych,
- przestrzeganiu właściwego zwarcia drzewostanu[6].